# Schloss Egeregg

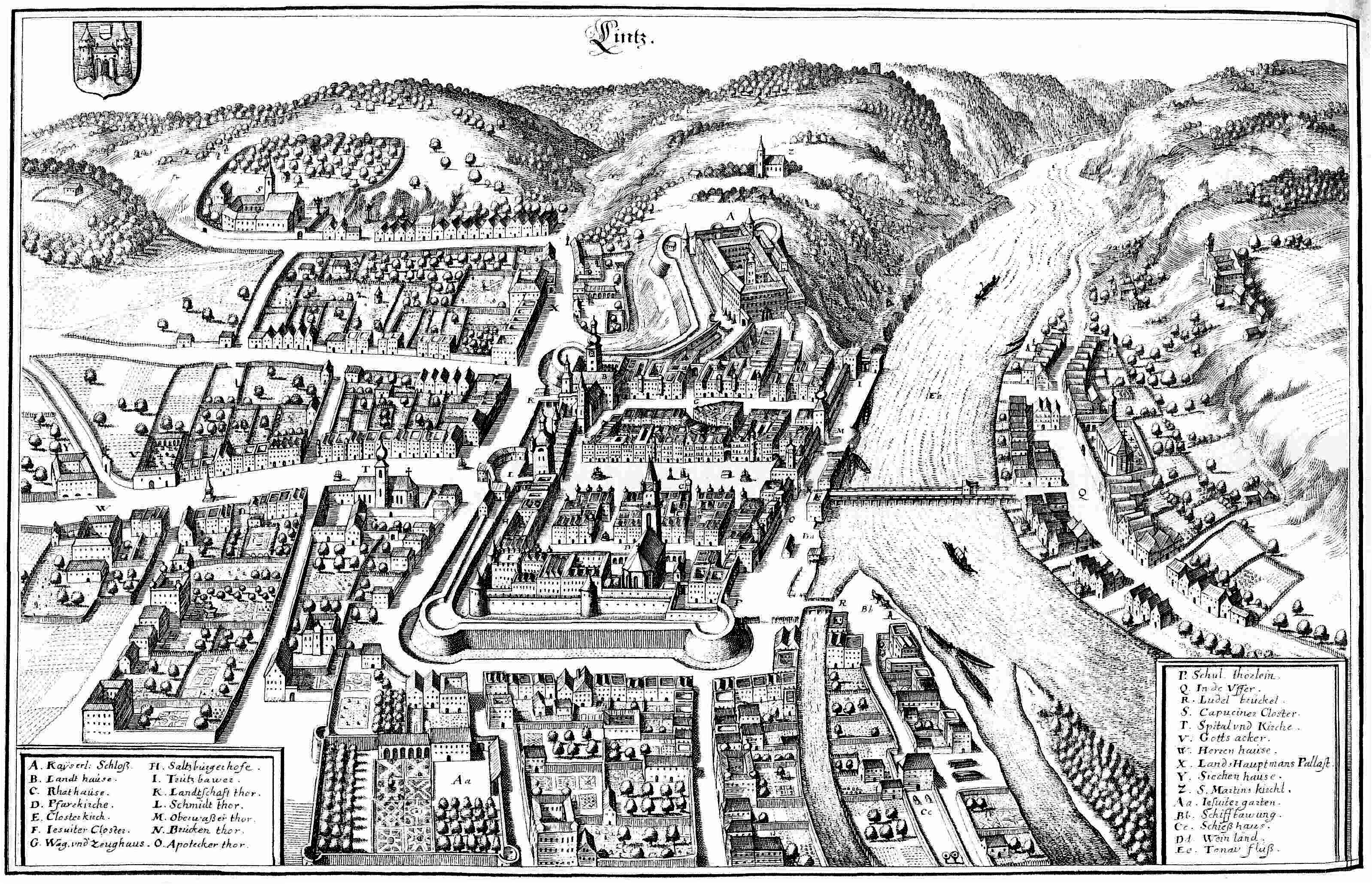
Schloss Egeregg auf einer Ansicht der Stadt Linz nach einem Stich von Matthaeus Merian (1656)

Das abgekommene Schloss Egeregg (auch Schloss Egereck) befand sich vom 16. bis 18. Jahrhundert unterhalb der Lederergasse 22 und 24 am ehemaligen Ludlarm in Linz. Auf dem Grundstück wurde später das Prunerstift errichtet.

## Lage
Schloss Egeregg lag an der Ludl, einem rechtsseitigen Nebenarm der Donau im Bereich der heutigen Eisenbahn- und Ledererstraße, der bei dem Tabakfabrikgelände wieder in den Hauptstrom mündete. Die Ludl befand sich außerhalb der städtischen Gerichtsbarkeit und war wegen der Hochwassergefährdung und der Versumpfung nicht sehr nachgefragt. Da die Ludl sehr wasserreich war, siedelten sich hier Betriebe an, die viel Wasser benötigten (beispielsweise die „Lederer“). Zwischen der Ludl und dem Hauptstrom lag das Werd oder Wörth, eine sumpfige Wiesengegend. Durch ein Hochwasser des Jahres 1572 schuf sich die Donau aber einen neuen Nebenarm, welcher der Ludl viel Wasser entzog, sodass diese allmählich verlandete und nur mehr als schwacher Graben bestand. 1892 kam sie durch die Kanalisierung von Linz gänzlich zum Verschwinden; heute hat sich nur der Gassenname Ludl erhalten, mit dem die meisten Linzer aber nichts anfangen können.

## Geschichte
Der Wiener Bürger und Handelsmann Koloman Egerer erwarb 1551 für seine Handelsgeschäfte ein Grundstück des zum Stadtpfarrhof gehörenden Widembauernhof samt einem Stadel in der unteren Vorstadt an der Ludl. Nach dem Kauf des Geländes errichtete Egerer hier ein Gebäude, das 1564 noch erweitert wurde. Nach seiner Familien benannte er das Haus in romantisierender Weise und im Wunsch nach einer Nobilitierung Egereck. 1572 wurde Kolomann Egerer aufgrund seiner Verdienste von Kaiser Maximilian II. tatsächlich in den Adelsstand erhoben. Gleichzeitig erhielt er einen kaiserlichen Freibrief, welcher die Erhebung des Linzer Hauses Egereck zu einem Freihaus beinhaltete. Damit stand auch in Zusammenhang, dass Egerer vom Grunddienst und den Steuerlasten an das Linzer Stadtpfarramt und den Landesfürsten befreit wurde, allerdings gegen Hinterlegung eines Geldbetrages, von dessen Zinsen die zukünftig anfallenden Lasten zu zahlen waren. Das Testament des Koloman ist von 1587 datiert und lässt darauf schließen, dass er um diese Zeit verstorben ist. Die Familie der Egerer bestand damals aus der Wittfrau Katharina Rottin, der Tochter Anna, den Schwestern Barbara (verheiratete Gastgeberin), Magdalena (Frau des David Lang), Christina (verheiratet in erster Ehe mit dem Humanisten Johannes Sambuky [auch Johann Sambucus geschrieben], in zweiter Ehe mit Wolfgang Sinich [Synich]) und den Brüdern Jakob und Sebastian. Die Familie der Egerer dürfte im Mannesstamm bereits um 1598 ausgestorben sein, denn in diesem Jahr verlieh Kaiser Rudolf II. das Wappen des Sebastian Egerer an den bereits nobilitierten Hofzahlmeisteramts-Diener Hans Gastgeb (dieser war mit der bereits erwähnten Schwester Barbara des Koloman Egerer verehelicht). Erwähnenswert ist auch das Testament der Christina Egerer, die aufgrund eines gemachten Testates offensichtlich – wie ihr Gatte Sambucus – den Protestanten zugerechnet werden musste.
Vermutlich aufgrund eines heute nicht mehr vorhandenen Testamentes kam Egereck gegen Ende des 16. Jahrhunderts an Pernhart (Bernhart) von Puchheim. Dieser verkaufte den Besitz 1610 an Michael Pittersdorfer von Freyhof. Aufgrund eines Kaufvertrages von 1615 gelangte das Freihaus dann an Christoph Hohenfelder auf Peuerbach; dieser besaß dazumal auch Almegg, Aistersheim, Reichenstein, Weidenholz und Wildenstein. Obwohl die Hohenfelder auch in der Umgebung von Linz bereits mehrere Besitzungen hatten (beispielsweise eine Hube und weitere Hofanteile in Bergham, auch das sog. Hechenfelder Amt der Herrschaft Ebelsberg) wurde das Freihaus 1622 an Constantin Grundemann von Falkenberg verkauft, 1630 wurden auch die Besitzungen in Linz und Umgebung an Grundemann veräußert.
Constantin Grundemann war Obermauteinnehmer in den Ländern ob und unter der Enns und beteiligte sich aktiv an der Gegenreformation. Durch diese Position und den „rechten Glauben“ stiegen die Grundemanns zu den Günstlingen des Kaisers auf. Hand in Hand ging dieser Aufstieg mit dem Zukauf weiterer Herrschaften (so etwa 1626 die Herrschaft Streitwiesen im Weitental und 1636 die Herrschaft Waldenfels bei Reichenthal). Constantin Grundemann († 1658) war mit Cäzilia Alt von Altenau, Tochter des Salzburger Erzbischofs Wolf Dietrich von Raitenau und seiner Gattin Salome Alt, vermählt. Nachfolger im Besitz wurde sein Sohn Georg Constantin († 1692). Da dessen Kinder früh verstarben, bestimmte er in seinem Testament von 1688 die Herrschaft Waldenfels zu einem Fideikommiss, der zuerst an seinen Neffen Ernst Constantin überging. 1695 kamen zu dem Fideikommiss Waldenfels auch die Untertanen des Freisitzes Egereck. Die Grundemanns stiegen in den Adelshierarchie weiter auf, so wurde Ernst Constantin 1696 in den Freiherrenstand aufgenommen und sein Sohn Johann Adam († 1719) wurde 1716 in den Reichsgrafenstand erhoben.
Unter den Grundemanns wurde aus dem Freihaus Egereck stillschweigend (d. h. ohne explizite Zustimmung durch Landesfürst oder Pfarramt) der Freisitz Egereck. Der Freisitz wurde teilweise zum Wohnort der Witwe des Constantin Grundemann Susanna Catharina (geborene von Grubegg) bestimmt; zudem wurde das Schloss als zeitweiliger Aufenthaltsort der Familie Grundemann, wenn diese in Linz war, genutzt. Die zu dem Freihaus gehörenden Güter wurden vom Amt Egereck verwaltet.
1718 wurde Egereck an den kaiserlichen Hofkriegsrat Anselm Franciscus Freiherrn von Fleischmann verkauft. Das Haus war damit wieder zu einem Freihaus zurückgestuft geworden und die Bevorzugungen steuerlicher Art, welche die Grundemanns genossen hatten, wurden dem Fleischmann nicht gewährt. Um 1730 soll Egereck an Wolf Fortunat Ehrmann von Falkenau verkauft worden sein. Von diesem erwarb 1734 der kaiserliche Postmeister Josef Groß von Ehrenstein den Besitz. Dessen Schwager, der Linzer Bürgermeister Johann Adam Pruner, hatte 1730 in seinem Testament die Grundlagen zur Errichtung des Prunerstifts gelegt. Es sollte eine Versorgungsanstalt für Waisen und arme Leute geschaffen werden. Um diese Stiftung verwirklichen zu können, kaufte Groß von Ehrenstein Egereck und ließ es 1737 abreißen. Das Abbruchmaterial wurde für das Prunerstift und die dazugehörige Kirche verwendet.

## Baugeschichte von Egereck

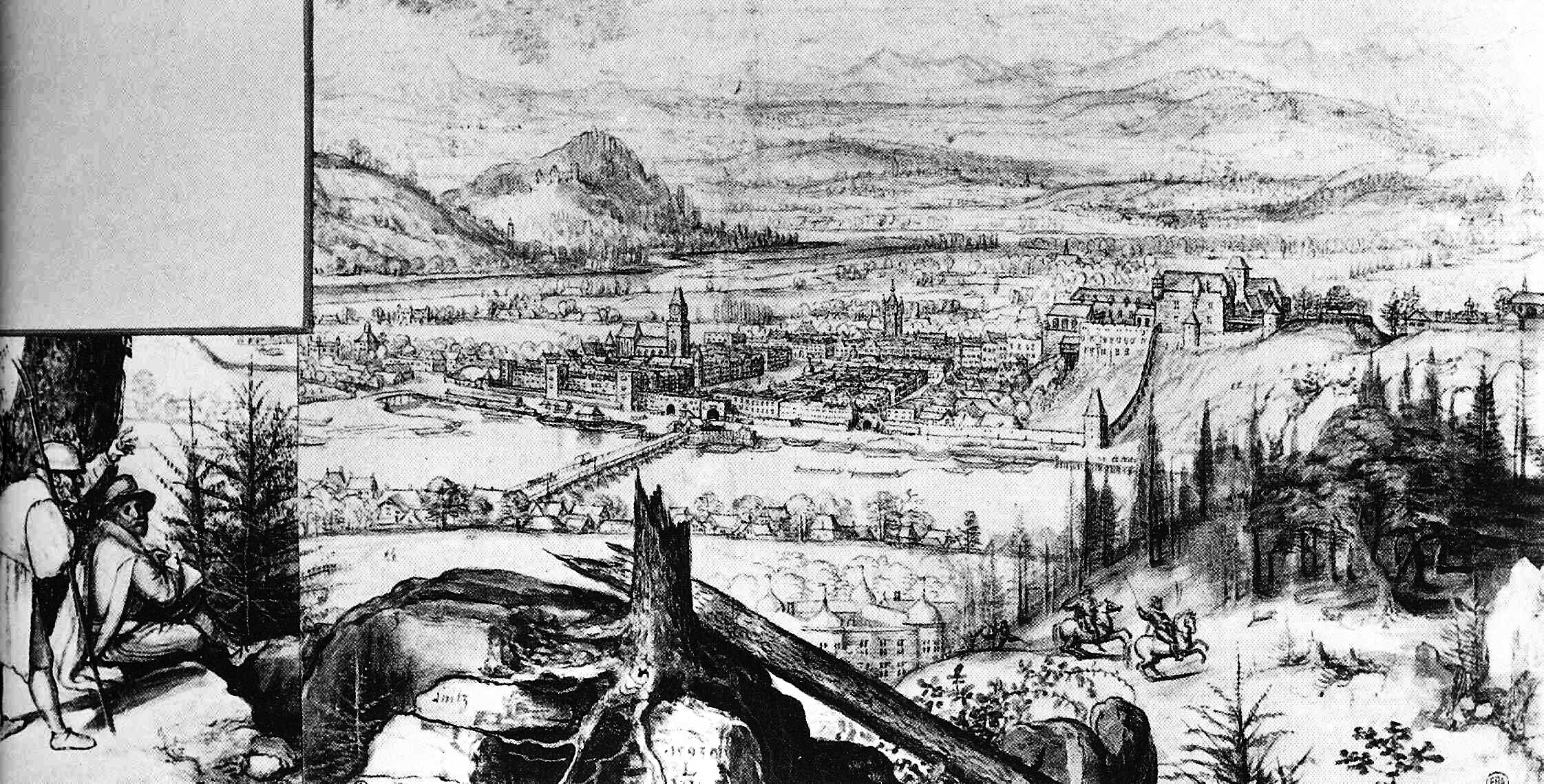
Ansicht von Linz von Lucas van Valckenborch von 1593, Schloss Egeregg auf der linken Bildhälfte

Der Freisitz war in Vierkantform mit vier flankierenden zwiebelbekrönten Ecktürmchen gebaut worden, wie man auf der Ansicht von Linz von Lucas van Valckenborch (1593) sehen kann; Egereck befindet sich mit seinen Ecktürmchen auf der Pinselzeichnung ganz links in der Mitte des Bildes, daneben liegt der Freisitz Eyring mit Zeltdach und aufgesetztem Türmchen. Auf dem Stich von Matthaeus Merian (das Schloss Egeregg liegt mittig am unteren Bildrand) wird die Lage zur Ludl deutlich. Durch die Hausform von Egereck wurden alte Wehrbauten nachgeahmt, ohne dass das Gebäude selbst ein Wehrbau gewesen wäre. Der unter Koloman Egerer noch sehr bescheidene Grundbesitz wurde vor allem durch die Grundemanns zu einem beachtlichen Streubesitz in und um Linz, im Mühlviertel und im Traunviertel ausgeweitet. Die Oberaufsicht über die Egereckschen Besitztümer wurde von dem Pfleger von Waldenfels ausgeübt, allerdings waren die in einem Urbar aufgeführten Egereckschen Besitzungen einem eigenständigen Amt Egereck zugeordnet.
Nach dem Ankauf des Schlosses und der dazugehörenden Wiesen für das Prunerstift wurde 1734 sofort mit dem Abbruch begonnen. Da aber kein kaiserlicher Konsens für den Abbruch vorlag, musste damit unverzüglich aufgehört werden (was aber real nicht der Fall war, wie die Jahresaufstellungen für die Kosten des Baus des Prunerstifts belegen). Der Abbruch des Schlosses wurde nachträglich damit begründet, dass der Bau von niemand mehr bewohnt würde, der Zustand des Hauses ein Bewohnen unmöglich mache und zudem auf einem abgelegenen Grund an der übelriechenden Ludl gelegen sei. 1737 erfolgte dann die kaiserliche Bewilligung für den Abbruch.
Die Kellergeschoße von Egereck blieben noch längere Zeit erhalten und dienten als unterirdische Stallungen. Bei der Erbauung der Pferdeeisenbahn von Linz nach Gmunden und einer vorgesehenen Verbindungsstelle nach Urfahr über die Lederergasse – der Besitz dieses Teils der Prunerstiftung war 1795 an Fürst Schwarzenberg übergegangen – wurden die letzten Überreste des Freisitzes beseitigt.
Das Schlossareal ist heute durch eine moderne Überbauung mit Wohnhäusern völlig verschwunden.